# Alonso (football)
Pour les articles homonymes, voir Alonso et de Matos.
Alonso Ferreira de Matos, plus communément appelé Alonso, né le 11 août 1980 à Montes Claros (Brésil), est un footballeur brésilien. Il évolue au poste de défenseur (arrière gauche).

## Biographie
Alonso commence sa carrière au Brésil. 
Il joue en faveur de Cruzeiro, son club formateur, puis il joue à  Criciúma, à Fluminense et enfin à Paysandu.
En 2004, Alonso s'expatrie au Portugal, et signe en faveur du CD Nacional. Il reste 5 saisons dans ce club, jouant 108 matchs en 1re division portugaise et inscrivant un total de 9 buts en championnat.
Lors de l'été 2009, Alonso rejoint les rangs du CS Marítimo, toujours au Portugal.

## Statistiques
À l'issue de la saison 2009-2010
- 2 matchs et 0 but en Coupe de l'UEFA / Ligue Europa
- 131 matchs et 12 buts en 1re division portugaise
- 72 matchs et 3 buts en 1re division brésilienne